# Lambeth
Lambeth es un barrio en el municipio homónimo de la región y el condado del Gran Londres (Inglaterra) Reino Unido de Gran Bretaña e Irlanda del Norte. Actualmente esta zona es más conocida como Waterloo, ya que tras la construcción de la estación las vías separaron el antiguo centro del barrio del río Támesis. En el barrio de Lambeth se encuentran el Hospital Saint Thomas, el London Eye, el Royal National Theatre, el Royal Festival Hall, el County Hall y la estación de Waterloo.

## Historia
El registro existente más antiguo que menciona el lugar es una cédula del rey Eduardo el Confesor que data de 1062 y en la que recibe el nombre de Lambethithe, que significa «desembarcadero por corderos».
El antiguo asentamiento de Lambeth Morsh estaba justo en frente del Palacio de Westminster. El arzobispo de Canterbury ha tenido su residencia oficial en el Palacio de Lambeth desde el siglo XV. Históricamente, el palacio de Lambeth y el de Westminster estaban conectados por un transbordador de caballos que cruzaba el Támesis. De hecho, Lambeth solo se podía cruzar por la orilla izquierda en transbordador o vados hasta 1750. Hasta mediados del siglo XVIII, el norte de Lambeth era una zona pantanosa, atravesada por varias carreteras elevadas contra inundaciones. Esta zona pantanosa también se conocía como Lambeth Marshe. Fue desecada en el siglo XVIII, pero se recuerda en el nombre de la calle Lower Marsh. Con la inauguración del Puente de Westminster en 1750, seguido del Puente de Blackfriars, el Puente de Vauxhall y el propio Puente de Lambeth, se desarrollaron varias vías importantes a través de Lambeth, como Westminster Bridge Road, Kennington Road y Camberwell New Road.[6] Hasta el siglo XVIII, Lambeth estaba escasamente poblada y aún era de naturaleza rural, estando fuera de los límites del centro de Londres, aunque había experimentado un crecimiento en forma de tabernas y lugares de entretenimiento, como teatros y fosos de osos (al estar fuera de las regulaciones del centro de la ciudad).
El crecimiento posterior en el transporte por carretera y marítimo, junto con el desarrollo de la industria a raíz de la Revolución Industrial, trajo grandes cambios al área. La parte de Lambeth que daba al río se tuvo que ir extendiendo hacia el sur debido al crecimiento de la población y las barriadas, uniéndose a los señoríos de Kennington y Vauxhall. Formó parte de Surrey hasta la creación del Condado de Londres en 1889. A las barriadas se les unieron los asentamientos de Brixton y Norwood.
La iglesia de St. Mary Lambeth está puerta con puerta con el Palacio de Lambeth. Todavía tiene una torre medieval, pero fue prácticamente en su totalidad reconstruida en la época Victoriana (con el diseño de Philip Charles Hardcuick). Por poco escapó a la demolición en los años 70, durante los cuales era usada por la asociación Crisis at Christmas, para albergar y dar de comer a los sin techo durante la semana de Navidad.
La iglesia, es ahora el Museo de la Historia del Jardín. En el suelo de la iglesia está enterrado el más famoso coleccionista de plantas, John Tradescant el viejo y su hijo, llamado igual que su padre.
Con el rápido crecimiento de la población en los primeros años del siglo XIX, cuatro iglesias hermanas fueron construidas entre 1822 y 1825, y se las puso el nombre de los cuatro evangelistas- San Marcos en Kennington, San Mateo en Brixton, San Lucas en West Norwood y San Juan en Waterloo Road.

## Lugares cercanos
- Brixton
- Kennington
- Newington
- Southwark
- Streatham
- Vauxhall
- Westminster